# Liste von Persönlichkeiten der Stadt Leonberg
Diese Liste von Persönlichkeiten der Stadt Leonberg zeigt die Bürgermeister, Ehrenbürger, Söhne und Töchter der Stadt Leonberg und deren Stadtteile (Gebersheim, Höfingen und Warmbronn), sowie weitere Persönlichkeiten, die mit Leonberg verbunden sind. Die Liste erhebt keinen Anspruch auf Vollständigkeit.

## Bürgermeister
Folgende Personen waren Bürgermeister von Leonberg:
- 1819–1820: Carl Friedrich Berg
- 1821–1837: Immanuel Baumann
- 1837–1869: Franz Offterdinger
- 1869–1888: Johann Andreas Häcker
- 1888–1903: Jakob Rüth
- 1903–1919: Rudolf Roth
- 1919–1932: Gotthilf Funck
- 1933–1934: Rudolf Abele
- 1934–1945: Erwin Spindler
- 1945: Hugo Wendel
- 1945–1947: Gotthold Ege
- 1947–1948: Imanuel Schäfer
- 1948–1953: Carl Schmincke
- 1953–1969: Otto Rexer
- 1969–1993: Dieter Ortlieb
- 1993–2017: Bernhard Schuler
- seit 2017: Martin Cohn

## Ehrenbürger
Folgenden Personen, die sich in besonderer Weise um das Wohl oder das Ansehen der Kommune verdient gemacht haben, verlieh die Stadt Leonberg das Ehrenbürgerrecht:
- 1875: Otto Abel (1802–1886) mit Ehefrau Louise geb. Maier, Diakone, und Sohn Kunrad Abel
- 1879: Johann Friedrich Ostertag (1803–1885), Pfarrer und Schriftsteller (Eltinger Ehrenbürger)
- 1885: Karl von Varnbüler (1809–1889), Staatsminister (Höfinger Ehrenbürger) mit Ehefrau Henriette geb. Freiin von Süskind (1815–1902)
- 1922: Karl Maier (1855–?), Rektor
- 1924: Karl Hegele (1849–1927), Stadtpfleger
- 1948: Hermann Kerler (1879–1971), Amtmann
- 1951: August Lämmle (1876–1962), Heimatdichter (Ehrenbürgerschaft 2020 aberkannt)
- 1952: Heinrich Längerer (1882–1955), Fabrikant
- 1958: Carl Gottlob Müller (1883–1970), Bankdirektor
- 1962: Heinrich Staudt (1887–1979), Kfz-Meister
- 1964: Reinhold Vöster (1884–1968), Fabrikant (GEZE)
- 1969: Emil Bammesberger (1889–1971), Fabrikant
- 1998: Albrecht Goes (1908–2000), Pfarrer und Schriftsteller
- 2000: Frei Otto (1925–2015), Architekt
- 2013: Brigitte Vöster-Alber (* 1944), Unternehmerin (GEZE)
- 2019: Helmuth Rilling (* 1933), Dirigent und Kirchenmusiker

## Söhne und Töchter der Stadt
Folgende Personen wurden in Leonberg (bzw. in einem Stadtteil des heutigen Stadtgebiets von Leonberg) geboren:

### 15. bis 18. Jahrhundert
- Nikolaus Straub (≈1415 – n. 11. Mai 1500), Notar in Hall und Heilbronn
- Bernhard Sporer (≈1450/60–1526), südwestdeutscher Baumeister und Bildhauer
- Conrad Leontorius (≈1465–1511), Zisterziensermönch, Theologe und Humanist
- Albert Kunius (1575–1611), Professor an der Universität Tübingen
- Heinrich Eberhard Gottlob Paulus (1761–1851), evangelischer Theologe
- Christoph Maximilian von Griesinger (1763–1831), württembergischer Oberamtmann
- Friedrich Wilhelm Joseph Schelling (1775–1854), einer der Hauptvertreter der Philosophie des deutschen Idealismus
- Immanuel Baumann (1799–1837), Leonberger Stadtschultheiß und Landtagsabgeordneter

### 19. Jahrhundert
- Gustav Griesinger (1804–1888), Pfarrer, evangelischer Theologe, Schriftsteller und Burschenschafter
- Wilhelm Hoffmann (1806–1873), evangelischer Theologe
- Heinrich Essig (1808–1887), Züchter des Leonberger Hundes, Ökonom, Stadtrat
- Christoph Hoffmann (1815–1885), Gründer der deutschen Tempelkolonien in Palästina
- Carl Gottlieb Elsässer (1817–1885), Komponist und Musikpädagoge
- Christian Wagner (1835–1918), geboren in Warmbronn; Dichter und Bauer
- Sigurd Friedrich Abel (1837–1873), Historiker
- Rudolf von Burk (1841–1924), geboren in Warmbronn; württembergischer Generalarzt
- Theodor von Seible (1850 – n. 1930), württembergischer Generalleutnant
- Heinrich von Wagner (1857–1925), Oberbürgermeister von Ulm
- Jonathan Roth (1873–1924), Jurist, Mitglied des Deutschen Reichstags
- Gottlieb Hering (1887–1945), geboren in Warmbronn; Lagerkommandant des Vernichtungslagers Belzec
- Jonathan Schmid (1888–1945), geboren in Gebersheim; Politiker (NSDAP), Landtagsabgeordneter, Reichsrat, württembergischer Innen-, Justiz- und Wirtschaftsminister, stellvertretender württembergischer Ministerpräsident
- Erwin Schoettle (1899–1976), Politiker (SPD), MdB, Bundestagsvizepräsident, Widerstandskämpfer gegen den Nationalsozialismus
- Otto Baum (1900–1977), Bildhauer

### 20. Jahrhundert

#### 1901 bis 1970
- Walter Lochmüller (1905–1992), Künstler und Hochschullehrer
- Walter Seuferle (1928–2014), Manager
- Helmut Pfisterer (1931–2010), schwäbischer Mundartdichter
- Gerhard Röckle (1933–2022), lutherischer Theologe
- Egidius Schmalzriedt (1935–2003), Klassischer Philologe und Philosophiehistoriker
- Albrecht Pflüger (* 1941), Karatepionier
- Reinhold Gerstetter (* 1945), Grafiker und Designer
- Joachim Schütz (* 1947), Politiker (Grüne)
- Dietrich Weller (* 1947), Schriftstellerarzt
- Martin Winterkorn (* 1947), ehemaliger Vorstandsvorsitzender der Volkswagen AG
- Hans Daniel Sailer (1948–2021), Bildhauer und Maler
- Erwin Staudt (* 1948), Manager, ehemaliger Chef von IBM Deutschland, ehemaliger Präsident des VfB Stuttgart
- Raingard Tausch (* 1949), Zeichnerin, Malerin und Objektkünstlerin
- Frank Schäffer (1952–2024), Fußballspieler
- Ferdinand Grözinger (* 1953), Schauspieler
- Günther Lohre (1953–2019), Leichtathlet
- Volker Trugenberger (* 1954), Archivar und Historiker
- Karin Neuhäuser (* 1955), Schauspielerin und Theaterregisseurin
- Bernd Riexinger (* 1955), Politiker, Bundesvorsitzender der Partei Die Linke
- Bernd Murschel (* 1956), Politiker (Bündnis 90/Die Grünen), Landtagsabgeordneter
- Thomas Brückel (* 1957), Physiker und Hochschullehrer
- Reinhard Hackl (* 1960), Politiker (Bündnis 90/Die Grünen), Landtagsabgeordneter
- Hardy Fischötter (* 1961), Schlagzeuger
- Heinrich Otto Schüle (* 1963), Agrarökonom an der Hochschule Nürtingen-Geislingen
- Ursula Kreutel (* 1965), Diskuswerferin und Bürgermeisterin von Weissach (2006–14)
- Volker Quaschning (* 1969), Ingenieurwissenschaftler und Professor an der Hochschule für Technik und Wirtschaft Berlin
- Gisela Reetz (* 1969), politische Beamtin
- Ralf Becker (* 1970), Fußballspieler und -funktionär
- Kerstin Braun (* 1970), Fotografin
- Stefan Hermann (* 1970), Koch, mit einem Stern im Guide Michelin ausgezeichnet

#### 1971 bis 2000
- Tim Eitel (* 1971), Maler
- Vanessa Jopp (* 1971), Regisseurin
- Volker Ignaz Schmidt (* 1971), Komponist
- Marcus Staiger (* 1971), Journalist und Labelbetreiber
- Christian Engelhardt  (* 1972), Rechtswissenschaftler und Politiker (CDU)
- Rainer Klutsch (* 1972), Fernsehkoch, Gastronom und Kochbuchautor
- Adrian Feuerbacher (* 1973), Journalist
- Elke Hertig (* 1974), Geographin, Klimaforscherin und Hochschullehrerin
- Moritz Brendel (* 1975), Theaterschauspieler, Synchron- und Hörspielsprecher und Dialogregisseur
- Andi Fichtner (* 1976), Bergsteigerin und Grafikdesignerin
- Frank Wellert (* 1976), Jazzmusiker (Trompete, Flügelhorn)
- Thomas Sommerer (* 1977), Politikwissenschaftler
- Eva Briegel (* 1978), Musikerin, Sängerin der Band Juli
- Stefanie Höfler (* 1978), Kinder- und Jugendbuchautorin
- Dennis Hillebrand (* 1979), Fußballspieler
- Michael Kümmerle (* 1979), Fußballspieler
- Sophia Brommer (* 1981), Opern-, Operetten-, Lied- und Oratoriensängerin (Sopran)
- Johannes Fischer (* 1981), Schlagzeuger, Komponist und Hochschullehrer
- Bianka Lamade (* 1982), Tennisspielerin
- Maike März (* 1983), Handballtorhüterin
- Patrick Gässler (* 1984), Squashspieler
- Marcus Mann (* 1984), Fußballspieler und -funktionär
- Markus Fiedler (* 1986), Fußballtrainer
- Marvin Rettenmaier (* 1986), professioneller Pokerspieler
- Claudia Döffinger (* 1989), Jazzmusikerin
- Michael Espendiller (* 1989), Mathematiker und Politiker (AfD), MdB
- Andy Magro (* 1990), italienisch-amerikanisch-deutscher Schauspieler, Sprecher, Sänger, Travel-Blogger und Fotomodell
- Sebastian Hertner (* 1991), Fußballspieler
- Dinah Eckerle (* 1995), Handballspielerin
- Gordon Wild (* 1995), Fußballspieler
- Lucas Dumont (* 1997), Eishockeyspieler
- Daniel Elfadli (* 1997), deutsch-libyscher Fußballspieler
- Omar Pašagić (* 1997), bosnisch-herzegowinischer Fußballspieler
- Tom Lautenschlager (* 1998), Automobilrennfahrer

### 21. Jahrhundert
- Luca Bolay (* 2002), Fußballspieler
- Frank Feller (* 2004), Fußballspieler

## Weitere mit Leonberg in Verbindung stehende Persönlichkeiten
Folgende Persönlichkeiten sind mit der Stadt Leonberg und deren Stadtteile verbunden:

### 16. bis 19. Jahrhundert
- Arsacius Seehofer (≈ 1505–1540), reformatorischer Theologe, war Prediger in Leonberg
- Nach dem Tod Friedrich I. von Württemberg zog dessen Witwe Herzogin Sybilla (1564–1614) 1609 nach Leonberg. Baumeister Heinrich Schickhardt legte für sie den Pomeranzengarten an und erbaute für sie das Seehaus.
- Johannes Kepler (1571–1630) lebte als Kind von 1576 bis 1579 in Leonberg und besuchte hier die Lateinschule.
- Katharina Kepler (1547–1622), seine Mutter, wurde 1620 in einem Hexenprozess nach 14-monatiger Haft freigesprochen und entkam dem Tod auf dem Scheiterhaufen.
- Johann Heinrich Schellenbauer (1643–1687), evangelischer Theologe, Diakon in Leonberg
- Elisabetha Dorothea Schiller (1732–1802), die Mutter Friedrich Schillers, verbrachte ihren Lebensabend zwischen 1796 und 1801 im Leonberger Schloss.
- Gottlieb Wilhelm Hoffmann (1771–1846), der Gründer der Evangelischen Brüdergemeinde Korntal, war bis 1819 Bürgermeister von Leonberg.

### 20. Jahrhundert
- Walter E. Lautenbacher (* 1920 in München; † 2000 in Leonberg), Fotodesigner und Gründer des Berufsverbandes Freie Fotografen und Filmgestalter (BFF); lebte und arbeitete von 1974 bis zu seinem Tod in seinem Studiohaus in Leonberg
- Lene Kessler (* 1921 in Kunwald, Tschechoslowakei; ✡ 2015 in Leonberg), Überlebende und Zeitzeugin des Holocaust; lebte in Leonberg
- Ernst Ludwig Poettgen (* 5. Februar 1922 in Chemnitz; † 6. Dezember 2012 in Stuttgart), Theaterregisseur und Theaterpädagoge, lebte in Leonberg
- Klaus Beer (* 24. Juni 1932 in Hamburg; † 11. Januar 2025 in Leonberg), Jurist, ehem. Leonberger Gemeinderat, Mitbegründer der KZ-Gedenkstätteninitiative in Leonberg
- Helmut Lachenmann (* 1935 in Stuttgart), Komponist; lebt in Leonberg
- Gerhard Mitter (* 1935 in Schönlinde, Tschechoslowakei; † 1969 in Nürburg), Motorsportler; begann seine Karriere als Motorradrennfahrer in Leonberg und verbrachte dort einen Großteil seines Lebens
- Norbert Conrads (* 1938 in Breslau), Historiker; lebt in Leonberg
- Walther Erbacher (* 1940 in Karlsruhe), Komponist; lebt in Leonberg
- Jürgen Sundermann (* 1940 in Mülheim/Ruhr; † 2022 in Leonberg), Fußballtrainer unter anderem beim VfB Stuttgart, lebte in Leonberg
- Rolf Sauerwein (* 1942 in Stuttgart; † 2014 in Leonberg), Künstler und Kugelschreiberzeichner
- Axel Kuhn (* 1943 in Gelsenkirchen), Historiker und Kriminalautor, Leonberger Kommunalpolitiker, lebt in Warmbronn
- Wolfgang Dietrich (* 1948 in Stetten im Remstal), Unternehmer, ehemaliger Sprecher des Bahnprojekts Stuttgart 21 und ehemaliger Präsident des VfB Stuttgart; lebt in Leonberg
- Bernhard Bauer (* 1950 in Neckarsulm), ehemaliger Ministerialdirektor und Präsident des Deutschen Handballbundes, lebt in Warmbronn
- Rudolf Ebertshäuser (* 1953), Bibellehrer, Lektor und Autor, lebt in Leonberg
- Dan Dănilă (* 1954 in Şura Mică), Schriftsteller und Maler, lebt in Leonberg
- Sabine Kurtz (* 1961 in Bad Hersfeld), Landtagsabgeordnete, lebt in Leonberg
- Thomas Hartung (* 1962 in Erfurt), Journalist und Politiker (AfD), Stadtrat in Leonberg
- Nimo (* 1995 in Karlsruhe), Rap-Musiker, lebte in Leonberg